# Francisco Correa de Arauxo

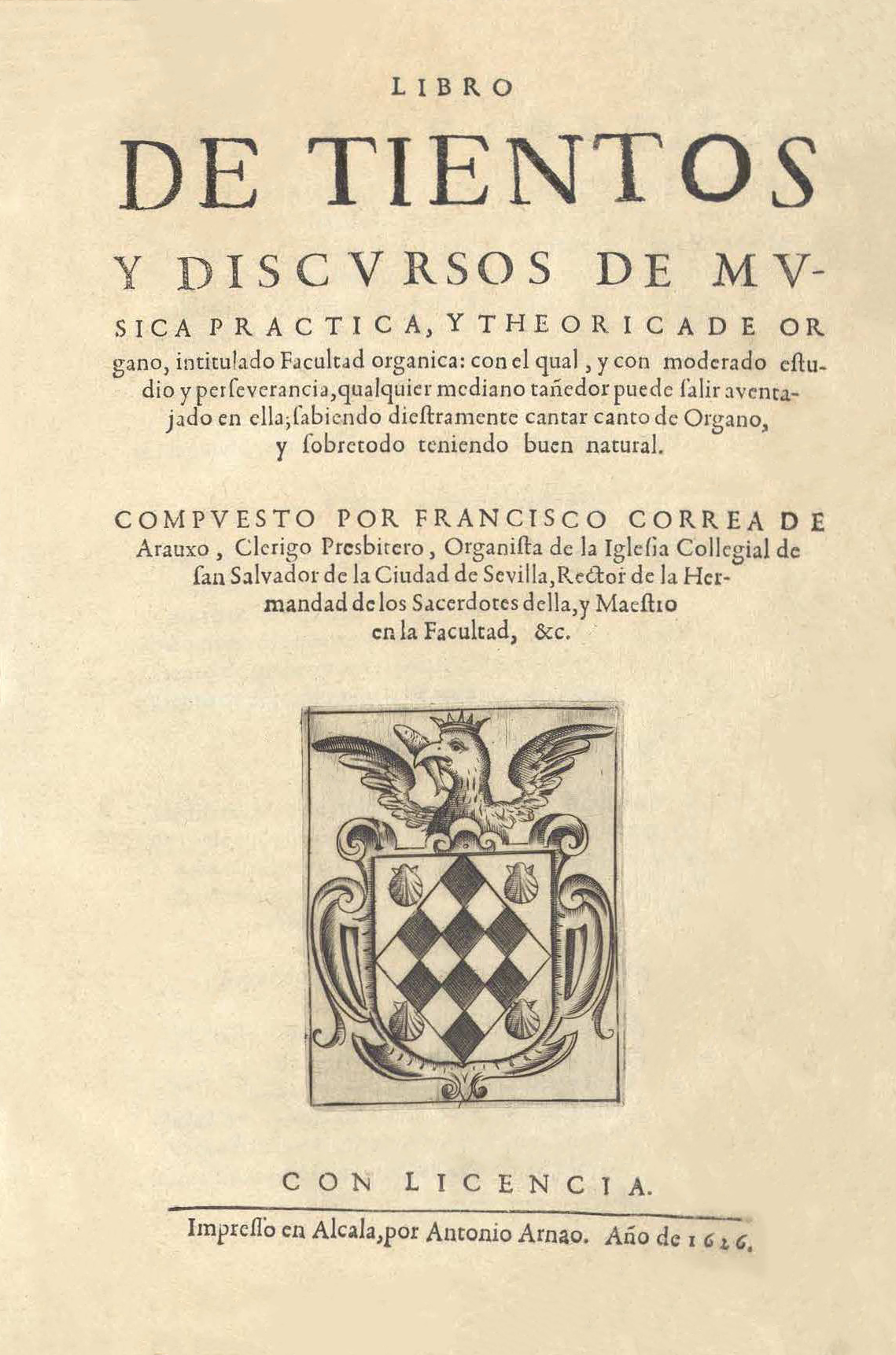
Libro de tientos y discursos de musica practica y theoríca de organo (1626).

Francisco Correa de Arauxo (Sevilla, gedoopt 16 september 1584 - Segovia, oktober of november 1654) was een Spaans orgelcomponist uit de Barok.
Hij was als organist werkzaam aan de St.-Salvatorkerk te Sevilla en aan de kathedralen van Jaén en Segovia. De Spaanse musicoloog Anglès noemde hem ‘een kolos en een revolutionair’. Slechts één werk is er van hem bekend, maar het is van kapitaal belang. Het verscheen in 1626 te Alcalà de Henares en draagt de lange titel ‘Libro de Tientos y Discursos de Musica Practica y Theoretica de Organo, intitulada Facultad organica’. Het is inderdaad een pedagogisch werkstuk waarin zo’n 70 nummers netjes naar moeilijkheidsgraad zijn gerangschikt. We maken er in feite de overgang mee van de Renaissance naar de Barok. Correa blijkt in elk geval goed op de hoogte te zijn geweest van de evolutie van zijn tijd, hoewel hij in de grond wel polyfonisch blijft denken; anderzijds neemt de instrumentale versieringskunst bij hem soms een ongemeen virtuoze vlucht. Dit eigenaardige mengsel van restanten van de oude en aanzetten tot de moderne stijl, werd door sommigen als ‘maniëristisch’ omschreven. De Duitse musicoloog Bukofzer vergeleek Correa met een tijdgenoot: de schilder El Greco.
De meeste stukken van de verzameling zijn tiento’s (van ‘tentar’ = betasten), de benaming van een typisch Spaanse vorm die een combinatie is van het Ricercare en van de Toccata.
- Bibsys: 3054454
- Biblioteca Nacional de España: XX947766
- Bibliothèque nationale de France: cb13892756v (data)
- CiNii: DA05164774
- Gemeinsame Normdatei: 124453317
- International Standard Name Identifier: 0000 0000 8078 2962
- Library of Congress Control Number: n85023377
- MusicBrainz: 8e893b69-c48e-4228-bf0e-dbc106fa7999
- Nationale Bibliotheek van Tsjechië: xx0175537
- Nationale Bibliotheek van Israël: 987007280744005171
- Nederlandse Thesaurus van Auteursnamen: 112336027
- Istituto Centrale per il Catalogo Unico: NAPV073527
- LIBRIS: 208500
- SNAC: w6sj9hzn
- Système universitaire de documentation: 077858859
- Virtual International Authority File: 100170912
- WorldCat: E39PBJvd47gTKXxGwfdkQp6kDq